# Vingt jeunes peintres de tradition française
L'exposition « Vingt jeunes peintres de tradition française », qui a lieu en 1941 à Paris, est la première manifestation de la peinture d'avant-garde française qui résiste ouvertement à l'idéologie nazie de l'« art dégénéré ». Elle rassemble la plupart des artistes qui, moins d'une dizaine d'années plus tard, développeront la peinture non figurative.

## Les circonstances
L'exposition, dont le vernissage a lieu onze mois après le début de l'Occupation allemande, le samedi 10 mai 1941 à 15 heures à la galerie Braun (18 rue Louis-le-Grand) à Paris, réunit des peintures de Jean Bazaine, André Beaudin, Paul Berçot, Jean Bertholle, Francisco Bores, Lucien Coutaud, François Desnoyer, Léon Gischia, Charles Lapicque, Jean Lasne, Lucien Lautrec, Raymond Legueult, Jean Le Moal, Alfred Manessier, André Marchand, Édouard Pignon, Suzanne Roger, Gustave Singier, Pierre Tal Coat et Charles Walch. Le nom de Maurice Estève figure également au catalogue, mais aucune de ses toiles n'est présentée. 
L'exposition a été préparée par Bazaine et par l'éditeur André Lejard (1899-1974). La plupart des peintres se connaissent depuis le début des années 1930 (notamment Bazaine, Bertholle, Le Moal et Manessier). Singier est un ami de Walch qui a dû contacter la galerie Braun et, faisant partie du comité du Salon d'automne, inviter Legueult et Marchand.
Bon nombre des « Vingt jeunes peintres » participeront, auprès de Gaston Diehl, à la création du Salon de Mai en 1943.

## Citations

### Témoignages
- « Je proposai le titre de "Vingt jeunes peintres de tradition française". C'était à la fois une vérité et une supercherie. Qu'on se souvienne : à cette époque les nazis poursuivaient de leur fureur destructrice toutes les formes d'expression artistique se rattachant à ce qu'ils dénommaient l'"art dégénéré" en quoi s'affirmaient précisément la liberté et la joie de la création. Il importait donc de donner le change. »

André Lejart, Vingt jeunes peintres de tradition française, 1941-1967, galerie Georges Bongers, Paris, mars-avril 1967
- « "Peintres de tradition française", c'était à double tranchant. Il y avait le mot "française" d'une part, ce qui voulait dire que la tradition française existait et en même temps le mot "tradition" servait à ce que les Allemands ne se méfient pas trop. (…) Je me souviens assez bien du vernissage : sont arrivés deux officiers allemands qui se sont avancés jusqu'au milieu de la galerie. Ils ont jeté un coup d'œil, se sont regardés, ont tourné les talons. C'est tout. C'était l'époque où les Allemands voulaient encore être gentils. »

Jean Bazaine, entretien, dans Histoire de l'art, 1940-1944 de Laurence Bertrand Dorléac, Publications de la Sorbonne, Paris, 1986, pp. 351-352
- « Tous ces peintres, d'âge et de tendance très divers, se trouvèrent d'accord sur la résistance nécessaire de la peinture. Ce qui leur fit accepter ce titre général et lénifiant, destiné à rassurer l'occupant. (…) Il ne s'agissait de rien d'autre – de rien moins – que de permettre, par surprise, une exposition "judéo-marxiste", sous toutes ses formes, à une époque où les galeries n'osaient montrer que de l'art d'obédience nazie. Après refus d'un certain nombre de galeries, la galerie Braun accepta le risque de l'exposition, qui fut accueillie par des torrents d'injures d'une presse bien dressée. »

Jean Bazaine [1998], cité dans Jean Le Moal de Michel-Georges Bernard, Ides et Calendes, Neuchâtel, 2001, pp. 66-67
- « Cette expression avait été choisie par Bazaine. Elle ne m'a pas choqué. Étant donné l'atmosphère durant l'Occupation, il s'agissait d'un titre un peu provocant et je l'ai pris ainsi. On pouvait le prendre autrement ; la tradition française, c'était aussi les rameaux qui, se rattachant par Cézanne à toute l'école française, passaient par le fauvisme et le cubisme. »

Alfred Manessier, entretien avec Jean-Paul Ameline et Nathalie Leleu, dans Une histoire parallèle, 1960-1990, Centre national d'art et de culture Georges-Pompidou, Paris, 1993, p. 53
- « La richesse même de l'École de Paris, c'était l'accueil d'étrangers, l'apport international qui avait existé bien avant nous. La tradition française, pour nous, c'était cet accueil. […]  Ce titre voulait signifier que pour nous, la tradition française, c'était cette esthétique rejetée par le nazisme. Nous étions très conscients que nous luttions contre ces interdits qui sévissaient en Allemagne. Nous avions conscience de faire partie d'une résistance intellectuelle. »

Alfred Manessier, entretien, dans Histoire de l'art, Paris, 1940-1944 de Laurence Bertrand Dorléac, Publications de la Sorbonne, Paris, 1986, p. 397

### Jugement
- « Cette manifestation entrera dans l'histoire, attestant la persistance de l'art contemporain français, et présentant les œuvres (souvent d'avant-guerre) de ces "jeunes" peintres âgés de trente à quarante-cinq ans, qui vont durant ces quatre années jusqu'à la Libération, mais également un peu après, composer cette "avant-garde" se réclamant tout à la fois d'une "tradition française" et d'une certaine conception de la modernité. »

Laurence Bertrand Dorléac dans Histoire de l'art, Paris, 1940-1944, Publications de la Sorbonne, Paris, 1986, p. 167-168

## Sources
- Laurence Bertrand Dorléac, Histoire de l'art, Paris 1940-1944, Ordre national, Traditions et Modernités, préface de Michel Winock, Publications de la Sorbonne, Paris, 1986  (ISBN 2859441220)
- Jean Guichard-Meili, 25 ans après, 20 peintres de tradition française, dans La galerie des arts, n° 45, juin 1967, p. 26-31